# Marlewo
Marlewo – wieś w Polsce położona w województwie wielkopolskim, w powiecie obornickim, w gminie Rogoźno.
W latach 1975–1998 miejscowość należała administracyjnie do województwa pilskiego.

## Dwór w Marlewie
Zbudowany został na południe od drogi Rogoźno – Wągrowiec, prawdopodobnie w latach 20. dla Szułdrzyńskich, właścicieli Siernik. Budowniczowie dworu nie są znani. Budynek wzniesiono na planie prostokąta z wysuniętą częścią południowo-wschodnią i fasadą zwróconą na północ. Podpiwniczony, parterowy, z użytkowym poddaszem, kryty wysokim czterospadowym dachem. Dwuosiowy, z obszerną sienią. Od frontu budynku, nad czterokolumnowym gankiem, znajduje się portyk zwieńczony trójkątnym naczółkiem z oknem w formie wycinka koła. Stronę dekoracyjną budynku stanowi ganek o gładkich kolumienkach dzwigających belkowanie oraz fronton z profilowanym obramieniem.
Marlewo jest miejscem urodzenia prof. gen. dyw. w st. spocz. Bolesława Balcerowicza.